# ورگه‌دره
ورگه‌دره، روستایی از توابع بخش اسالم شهرستان طوالش در استان گیلان ایران است.
جاده توریستی خلخال به اسالم از جوار این روستا عبور میکند، با عبور از این جاده زیبا میتوانید از زیبایی‌های این روستا هم دیدن فرمایید.

## جمعیت
این روستا در دهستان خرجگیل قرار دارد و براساس سرشماری مرکز آمار ایران در سال ۱۳۸۵، جمعیت آن ۱۳ نفر (۵خانوار) بوده‌است.